# Prepops concisus
Prepops concisus är en insektsart som först beskrevs av Knight 1929.  Prepops concisus ingår i släktet Prepops och familjen ängsskinnbaggar. Inga underarter finns listade i Catalogue of Life.